# Nielebock
Nielebock is een plaats en voormalige gemeente in de Duitse deelstaat Saksen-Anhalt, en maakt deel uit van de Landkreis Jerichower Land.
Nielebock telt 243 inwoners.

## Geboren in Nielebock
- Ferdinand Friedrich Hermann Nielebock (beter bekend onder zijn pseudoniem: Herms Niel) (17 april 1888), componist, muziekpedagoog, dirigent en trombonist

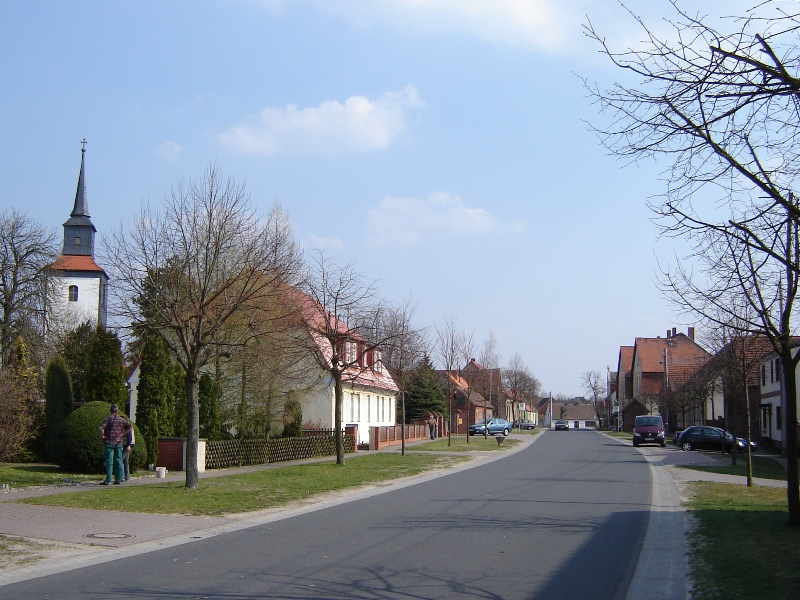
Nielebock